# یوهانا ولف
یوهانا ولف (به آلمانی: Johanna Wolf) (زاده ۱ ژوئن ۱۹۰۰ – درگذشت ۵ ژوئن ۱۹۸۵) منشی و دوست هیتلر بود. او در پاییز ۱۹۲۹ به عنوان تایپیست، به کادر منشی هیتلر اضافه شد و به حزب نازی نیز پیوست.